# 海洋深層水
海洋深層水（かいようしんそうすい、deep ocean water:DOW, deep sea water）または単に深層水とは、海洋学の用語でもあるが、それについては本文で詳述する。
非学術的・産業利用上の定義では、深度200m以深の深海に分布する、表層とは違った特徴を持つ海水のこととされ、海水の95%以上は海洋深層水にあたる。

## 2つの「深層水」
海洋学上の深層水は大洋の深層に分布する海水で、地球上の2箇所（北大西洋のグリーンランド沖で形成される北大西洋深層水と、南極海で形成される南極底層水）のことを示す。これらの深層水は熱塩循環によっておよそ2000年かけて世界中の海洋を移動しており、千年単位の地球の気候にも重要な関わりを持っている。
これと比べ、産業利用上の深層水は、分布や出自を問わず深度200m以深の海水をひとくくりに定義したものである。この定義に当てはめると、単純計算で海水の約95%は海洋深層水である。
この記事では後者の深層水について説明する。

## 海洋深層水の特徴
一般的な表層水との違いは、清浄性、低温安定性、栄養塩が豊富という特徴を有することである。
清浄性
陸水の影響を受けにくいため、産業排水等に含まれる人為的な化学物質による汚染がほとんどない。また、太陽光が届かないため植物プランクトン等が成育できないことに加え、低温であるため、有害な雑菌等も表層水の千分の一以下と少ないことが特徴である。このため、深層水は表層水に比べて細菌学的にも化学的にもはるかに清浄である。ただし、日本の衛生基準と比較すれば「汚れている」ため、飲料水とするためには濾過が必須である。
栄養塩が豊富
一般的な暖流（黒潮等）の表層水に比べて、植物プランクトンの成長に必要な無機栄養塩（NO3-硝酸態窒素、PO4-リン酸態リン、Si ケイ素）が豊富である。これは海洋深層水中の植物プランクトンが少ないために、表層から沈降してくるプランクトンや魚類等の死骸が分解されて生じた栄養塩が消費されずに残っているためである。また、水深が深くなるに従って、栄養塩濃度は増加する傾向がある。
低温安定性
水温をはじめ含まれる成分が年間を通して一定であり、水質が安定しているという特徴がある。
海洋深層水は、表層水との混合が生じにくいため溶存酸素量は少ない。ただし、日本海固有水は太平洋側の海洋深層水とその成り立ち方が異なるため、溶存酸素量が表層水とほとんど同じであることが特徴である。なお、深層水が特定の海域で表層へ上昇する（湧昇）ことがあり、そこでは豊富な無機栄養塩によりプランクトンが豊富に発生するため、非常に生物生産性の高い海域となり好漁場となる。

## 深層水の取水と影響
自然に影響を及ぼすのは、取水よりも利用後の排水の影響の方が問題となる。ノルウェーでは、魚の養殖に深層水を利用しようとしていたが、フィヨルド内の海水の入れ替わりに10年前後かかることから中止した。
日本の取水施設は、11都道県19施設あるが、取水施設の整備コスト面では、陸地から急激に深くなる海底地形の方が、取水管の設置距離が短くなり、初期投資コスト面で有利になることから、取水地は島（新潟県佐渡島、沖縄県久米島、鹿児島県甑島）や半島の先端（高知県室戸、神奈川県三浦、北海道羅臼）に設置される。
例外としては、3000m級の立山連峰からの急峻地形が海底1,000mまで続いている、富山湾に面した富山県滑川市や同入善町、同じく急峻地形で水深2,500メートルの駿河湾に面した静岡県焼津市では、焼津漁港に取水施設がある。
これらの立地条件は、企業や一般人が取水施設を利用しやすい都市部が後背地としてあるかないか、道路インフラストラクチャーへのアクセスの良否による、製造した深層水製品の消費地への輸送費用の増減といった事柄に影響することから、深層水の産業利用の成否を握ることになると思われる。

## 産業への応用
海洋学上の海洋深層水は、1930年（昭和5年）ごろにフランスで低温性に着目した研究目的で取水されたのが始まりとされており、1981年（昭和56年）にハワイで石油危機に対応するため低温安定性を利用した温度差発電、冷房への利用研究のために大規模な取水施設が整備された。
しかし、豊富なミネラル分、清浄性、富栄養性といった海洋深層水の特性を活かした産業利用では、日本が最先端を行っている。ハワイで生産された深層水飲料は日本企業がハワイのイメージを利用して販売するために製造し、日本へ輸出しているものである。
日本での海洋深層水の利用研究は、科学技術庁（現文部科学省）が実施した「海洋深層資源の有効利用技術の開発に関する研究」（1986～89年実施）の中で、高知県室戸市に陸上型の海洋深層水取水施設が、富山県氷見市沖で洋上型海洋深層水有効利用システム（取水施設・温度差発電施設）が整備されたのが始まりである。水産分野では、富山県と一般社団法人マリノフォーラム21が、1992年（平成4年）度から1994年（平成6年）度に施工費約10億5600万円をかけて、海洋深層水利用研究施設を富山県水産試験場内に整備した。このほか、富山県では、県立大学、食品研究所、衛生研究所、工業試験場、林業試験場等で県立試験研究機関がそれぞれの専門分野で研究テーマを定めて多様な分野で研究を進めてきた。高知県では室戸市に高知県海洋深層水研究所が設置されている。
産業利用については、1995年（平成7年）に高知県が国の補助目的である水産利用に反して、取水した深層水の無償提供を始め、産業利用を行った。富山県では水産庁と協議して許可を得て2000年（平成12年）から非水産分野の企業への分水を始めた。また、水産分野への利活用では水産庁の補助を受けて富山県下新川郡入善町で無機栄養塩に富み雑菌が非常に少ないという特質を利用してアワビなどの養殖業に利用している。
健康増進分野では、1998年（平成10年）に、富山県滑川市に世界で初めての深層水体験施設「タラソピア」がオープンし、多くの人々の健康作りに利用されている。富山医科薬科大学医学部（現:富山大学医学部）と富山県衛生研究所が、タラソピアで共同研究を行い、深層水浴によるリラクゼーション効果の高さを研究し、成果について学会発表を行っている。現在は、深層水浴による皮膚への効果についての共同研究を行っている。静岡県は、日本一深い湾である駿河湾の水を「駿河湾深層水」と呼び、活用のための研究を行っており。2004年（平成16年）には取水地の焼津市に深層水ミュージアムがオープンした。
2006年（平成18年）には、高知県室戸市の「アクアファーム」、静岡県焼津市の「アクアスやいづ」と、タラソテラピー施設が相次いでオープンした。2007年（平成19年）現在では、沖縄県久米島にも海洋深層水を利用した温浴施設が整備されている。
冷熱源としての利用については、富山県入善町が設置した海洋深層水企業団地において、食品製造企業が製造した食品の冷却、工場内の空調に深層水を利用するための施設が2009年（平成21年）より操業開始している。これまでも深層水の低温性を活かした飼育槽の水の冷却や空調への利用は、研究機関である富山県水産試験場やサービス産業である深層水体験施設タラソピアで行われてきたが、製造業の民間企業による製造工程への利用実用化はこれが世界で初めてである。これにより二酸化炭素の排出削減が図られることになる。

### 海洋深層水を利用した商品
細菌学的にも化学的にも清浄、ミネラルが豊富な海洋深層水に着目した化粧品、飲料、食品業界などが、これを化粧品、バスグッズ、入浴剤、飲料水、アルコール類、水産加工食品などとして商品化している。
海洋深層水は、人が生きるために不可欠なミネラル分を陸水よりも多種類含むだけでなく、陸水の有害化学物質に汚染されていないという特性を持っており、その利活用方法は単純に飲料水に留まるものではない。
富山県農林水産総合技術センター食品研究所が、大豆や里芋の加工時に出るヌメリが減るという実験結果を発表した。これは、カルシウムやマグネシウムを含むためである。
しかし、魚介類や大豆と比較して、海洋深層水に含まれるカルシウム・カリウム・マグネシウムといったミネラルはごく微量であり、特に健康増進効果は確認されていない。ミネラルウォーターも同様である。例えば1日のカルシウム必要量を補うためには、海洋深層水を数十リットルから数百リットル飲む必要がある。
各取水地では、その特性を活かすべく、産官学の連携により様々な研究開発を行っている。その成果を特許として保護し、他の企業や取水地と差別化を図る努力が行われている。特許の都道府県別の出願件数は、東京、高知、富山の順となっており、他の取水地の企業は、先行したこれらの特許に抵触しない製品開発を迫られている。これは大韓民国でも同様であり、本格取水開始前から特許の取得が競われており、先行した日本の研究開発や特許出願を参考に、短期間で数多くの特許が出願されている。
- 注意-1 : 海洋深層水は海水であるため、食品加工や添加物に用いるのではなく、単純に飲料水に用いる場合は、そのままでは飲用出来ない。飲料水として利用する場合は、塩分を除去したり、ミネラル分を濃縮した上で、陸水を添加したりして製品化している。

ただし、深層水の取水が始まり、商品化が流通し始めたころには、一部業者が、海洋学上の海洋深層水の神秘的イメージや、科学的に証明されていない「数千年間かけて熟成された水」等のイメージをPRに利用したり、或いは科学的根拠を用いることなく海洋深層水という名前だけで、健康に良くあたかも病気にも効くというような、薬事法に抵触するような販売手法をとった。
このような反社会的商品の根絶を図るため、2001年（平成13年）12月には公正取引委員会からガイドラインとして「飲用海洋深層水の表示について」が示されほか、良心的な事業者団体では、独自のブランドマークを付与したりして、海洋深層水商品のイメージ保護に努めている。
現在では、一時的な深層水ブームにのって生産されていた、このような製品は淘汰されつつある。これは、飲料以外の深層水利用商品についても同様である。
- 注意-2 : 富山県深層水協議会では専門家による審査を経て、海洋深層水の利用効果が認められた商品にだけ有料で「富山の深層水」ブランドマーク（商標登録済）の使用を許可している。
- 注意-3 : 海洋深層水利用として販売されている飲料水は、海水淡水化プラント（電気透析やRO膜）により塩分を取り除き、主にそのミネラル分を利用して製造されている。その製造方法は主に次の3種類に分けられる。
  1. 海洋深層水から塩分を取り除きミネラル分を濃縮した上で、陸水に添加し商品化したもの。
  2. 単純に塩分だけを取り除き、商品化したもの。
  3. ニガリ成分だけを取りだし原料とし、陸水に添加したもの。
- 1.の製法により製造される製品は、ダイエット、スポーツ後のミネラル分補給、コーヒー・紅茶の飲用など目的に合わせてミネラル分を調整した製品作りが可能である。富山県の企業では、目的別に5種類の硬度の製品を開発・販売している。

### 日本国外での深層水開発
日本国外では韓国や台湾（2006年6月設立）で深層水の産業利用を推進するため国立の研究機関を設立し、研究開発を進めている。
台湾では現在、複数の企業が台湾で取水された深層水を用いた深層水飲料の販売を行なっている。一部は中国へ高級飲料として輸出されている。また、飲料だけに留まっている利活用を活性化させようと、日本の深層水を利用した清酒製造技術の導入を図ろうとする取水地もある。
韓国では、2007年7月3日に国会で「海洋深層水の開発及び管理に関する法律」が成立し、2008年2月4日に施行された。これにより韓国で取水された海洋深層水を用いた製品開発が開始された。
アジア以外では、インド洋のモーリシャス共和国でも海洋深層水を活用した産業振興のための調査・研究を進めている。

## 日本海
日本海などの縁海では、特徴的な性質を持った海水が分布する。特に日本海の場合の深層水を日本海固有水と呼び、太平洋側の海洋深層水と異なる特質を持っている。まず、太平洋側の深層水は年間を通じて10℃前後だが、日本海固有水は2℃前後と低温である。また、太平洋側の深層水は深度が深くなるに従って海水中の溶存酸素量が減少するが、日本海固有水は深度が深くなっても溶存酸素量は表層水とほとんど変わらず豊富である。
このように異なる性質となるのは、日本海固有水の起源が日本海北部で冷却された表層水の水塊が底層に沈み込んだものだからである。日本海固有水がこのような起源を持つのは、海峡水深が深い通常の海域の場合には、外洋の深層水が流入するのに対して、日本海の場合は、外洋との通路となる対馬海峡が著しく浅く、外洋の深層水が流入しないためである。